# Fuchs, du hast die Gans gestohlen (Roman)
Fuchs, du hast die Gans gestohlen (Originaltitel: A Season for Murder 1991) ist der zweite Roman der Kriminalschriftstellerin Ann Granger um Chief Inspector Alan Markby und die Staatsbeamtin Meredith Mitchell.

## Inhalt
Meredith Mitchell wird zurück nach England versetzt. Dort mietet sie Rose Cottage im Weiler Pook’s Common von der Tochter ihrer Cousine Eve Owen. Dort trifft sie auch Inspektor Markby wieder, der weiter um sie wirbt. Meredith freundet sich bald mit ihrer Nachbarin Harriet Needham an, die wenig später bei der traditionellen Weihnachtsjagd vom Pferd fällt, das vom Demonstranten Simon Pardy erschreckt wird und stirbt. In der Nacht vor der gerichtlichen Voruntersuchung wird Pardy ermordet.
Es stellt sich heraus, dass Pardys Anwalt Colin Deans vor Jahren mit einer Freundin Harriets verheiratet war. Harriet glaubte, Deanes habe seine Frau getötet, und plante, dies bei der Veröffentlichung von Colins neuem Buch bekanntzugeben. Deans wollte sie durch anonyme Briefe und Ähnliches erschrecken, die er durch Pardy schreiben ließ. Am Morgen vor der Jagd mischte er ihr Tranquilizer ins Frühstück und hoffte, sie würde bei der Jagd vom Pferd fallen. Aus Angst, Pardy könne verraten, dass er ihn beauftragt hatte, die Briefe zu schreiben, tötete er auch ihn. Als Meredith dies erfährt, versucht Deans sie zu erwürgen, was von Markby, Harriets Cousine und Tom Fearon verhindert wird.

## Handelnde Personen
- Chief Inspector Alan Markby,
- Meredith Mitchell, Staatsbeamtin,
- Harriet Needham, ihre Nachbarin,
- Thomas Fearon, mit Harriet befreundeter Stallbesitzer,
- Mrs. Brisset, Putzfrau bei Harriet und Meredith,
- Simon Pardy, junger Demonstrant,
- Colin Deans, Schriftsteller und Anwalt,
- Frank Pringle, Kollege von Dr. Russell,
- Frances Needham-Burrell, Harriets Cousine,
- Laura Danby, Markbys Schwester